# 杨玉麟
杨玉麟（英语：Yong Nyuk Lin，1918年6月24日—2012年6月29日）是新加坡政治家，1968年至1975年担任通讯部长，1963年至1968年担任卫生部长，1959年至1963年担任教育部长。作为执政的人民行动党的成员，他是1959年至1979年代表芽笼西单选区的国会议员。杨玉麟还在1975年至1977年期间担任新加坡驻英国高级专员。

## 早年生活和事业
杨玉麟于1918年6月24日出生于马来西亚森美兰州芙蓉市，并在新加坡求学。
在1959年辞职参选新加坡大选前，他在华侨保险公司当了18年总经理。